# Odostomia tremperi
Odostomia tremperi är en snäckart som beskrevs av Bartsch 1927. Odostomia tremperi ingår i släktet Odostomia och familjen Pyramidellidae. Inga underarter finns listade i Catalogue of Life.